# Cyclocross Asper-Gavere 2014
De 31e editie van de Cyclocross Asper-Gavere in Gavere werd gehouden op 16 november 2014. De wedstrijd maakte deel uit van de Superprestige veldrijden 2014-2015. In 2013 won de Belg Sven Nys. Deze editie werd gewonnen door zijn landgenoot Klaas Vantornout.

## Mannen elite

### Uitslag
| Plaats  | Naam                 | Ploeg                 | Tijd     |
| ------- | -------------------- | --------------------- | -------- |
| Winnaar | Klaas Vantornout     | Sunweb-Napoleon Games | 1u07'45" |
| 2       | Kevin Pauwels        | Sunweb-Napoleon Games | + 8"     |
| 3       | Sven Nys             | Crelan-AA Drink       | + 19"    |
| 4       | Tom Meeusen          | Telenet-Fidea         | + 33"    |
| 5       | Lars van der Haar    | Giant-Shimano DT      | + 58"    |
| 6       | Mathieu van der Poel | BKCP-Powerplus        | + 1'26"  |
| 7       | Philipp Walsleben    | BKCP-Powerplus        | + 1'31"  |
| 8       | Bart Wellens         | Telenet-Fidea         | + 2'10"  |
| 9       | Sven Vanthourenhout  | Crelan-AA Drink       | + 2'26"  |
| 10      | Bart Aernouts        | Corendon-Kwadro       | + 2'36"  |
| 11      | 0                    |                       |          |
| 12      | 0                    |                       |          |
| 13      | 0                    |                       |          |
| 14      | 0                    |                       |          |
| 15      | 0                    |                       |          |

| Pos. | Punten |
| ---- | ------ |
| 1    | 80     |
| 2    | 60     |
| 3    | 40     |
| 4    | 30     |
| 5    | 25     |
| 6    | 20     |
| 7    | 17     |
| 8    | 15     |
| 9    | 12     |
| 10   | 10     |
| 11   | 8      |
| 12   | 5      |
| 13   | 4      |
| 14   | 2      |
| 15   | 1      |

1983 ·
1984 ·
1985 ·
1986 ·
1987 ·
1988 ·
1989 ·
1990 ·
1991 ·
1992 ·
1993 ·
1993 ·
1994 ·
1995 ·
1996 ·
1997 ·
1998 ·
1999 ·
2000 ·
2001 ·
2002 ·
2003 ·
2004 ·
2005 ·
2006 ·
2007 ·
2008 ·
2009 ·
2010 ·
2011 ·
2012 ·
2013 ·
2014 ·
2015 · 
2016 ·
2017 ·
2018 ·
2019 · 
2020 ·
2021 ·
2022 ·
2023 ·
2024
 Cyclocross Gieten · 
 Cyclocross Zonhoven · 
 Cyclocross Ruddervoorde · 
 Cyclocross Asper-Gavere · 
 GP Région Wallonne · 
 Cyclocross Diegem · 
 Vlaamse Aardbeiencross · 
 Noordzeecross